# Fredericton Canadiens
Die Fredericton Canadiens waren ein kanadisches Eishockeyteam in Fredericton, New Brunswick, das von 1990 bis 1999 in der American Hockey League spielte. Das Franchise war in dieser Zeit Farmteam der Montréal Canadiens aus der NHL, deren Logo sie auch benutzten. Ihre Heimspiele trugen die Fredericton Canadiens im Aitken Centre aus.

## Geschichte
1990 wurden die Canadiens de Sherbrooke, das vorherige AHL-Farmteam der Montréal Canadiens, von Sherbrooke, Québec nach Fredericton umgesiedelt, um dort unter dem neuen Namen zu spielen. 1995 stand das Team schließlich zum ersten und gleichzeitig letzten Mal im Finale um den Calder Cup, die Meisterschaft der AHL. Das Finale verlor die Mannschaft mit 0–4, einem sogenannten Sweep, gegen die Albany River Rats. 1999 zogen die Canadiens nach Québec um, wo sie bis 2002 als Québec Citadelles in der AHL spielten und dann nach Hamilton, Ontario umzogen. 

## Spielzeiten

### Reguläre Saison
| Saison  | SP | S  | N  | U  | ON | P  | GF  | GA  | Platzierung          |
| ------- | -- | -- | -- | -- | -- | -- | --- | --- | -------------------- |
| 1990/91 | 80 | 36 | 35 | 9  | –  | 81 | 295 | 292 | 4. North Division    |
| 1991/92 | 80 | 43 | 27 | 10 | –  | 96 | 314 | 254 | 1. Atlantic Division |
| 1992/93 | 80 | 38 | 31 | 11 | –  | 87 | 314 | 278 | 2. Atlantic Division |
| 1993/94 | 80 | 31 | 42 | 7  | –  | 69 | 294 | 296 | 5. Atlantic Division |
| 1994/95 | 80 | 35 | 40 | 5  | –  | 75 | 274 | 288 | 3. Atlantic Division |
| 1995/96 | 80 | 34 | 35 | 11 | –  | 79 | 307 | 308 | 4. Atlantic Division |
| 1996/97 | 80 | 26 | 44 | 8  | 2  | 62 | 234 | 283 | 4. Canadien Division |
| 1997/98 | 80 | 33 | 32 | 10 | 5  | 81 | 245 | 244 | 2. Atlantic Division |
| 1998/99 | 80 | 33 | 36 | 6  | 5  | 77 | 246 | 246 | 3. Atlantic Division |

### Playoffs
| Saison  | Qualifikation      | 1. Runde           | 2. Runde           | 3. Runde           | Finale             |
| ------- | ------------------ | ------------------ | ------------------ | ------------------ | ------------------ |
| 1990/91 | S 12-7, MAINE1     | N 3-4, SPR         | –                  | –                  | –                  |
| 1991/92 | –                  | N 3-4, MONC        | –                  | –                  | –                  |
| 1992/93 | –                  | N 1-4, CB          | –                  | –                  | –                  |
| 1993/94 | nicht qualifiziert | nicht qualifiziert | nicht qualifiziert | nicht qualifiziert | nicht qualifiziert |
| 1994/95 | –                  | S 4-1, SJML        | S 4-2, PEI         | S 2-0, CORN        | N 0-4, ALB         |
| 1995/96 | –                  | S 3-2, PEI         | N 1-4, SJNB        | –                  | –                  |
| 1996/97 | nicht qualifiziert | nicht qualifiziert | nicht qualifiziert | nicht qualifiziert | nicht qualifiziert |
| 1997/98 | –                  | N 1-3, PORT        | –                  | –                  | –                  |
| 1998/99 | –                  | S 3-2, SJML        | S 4-0, SJNB        | N 2-4, PROV        | –                  |

1) Zwei Spiele, Treffer wurden addiert